# Евгения Бързашка
Евгения Иванова Бързашка-Христова е българска лекарка, педиатърка и токсиколожка, преподавателка в Медицинския университет в Плевен.

## Биография
Родена е на 24 септември 1953 година в Петрич. В 1979 година завършва Медицинската академия в София и започва работа като педиатър в плевенското село Славяново. Придобива специалност по педиатрия в 1984 година, а след това става асистент в Катедрата по детски болести в Медицинския университет в Плевен. Работи и специализира клинична токсикология, детска гастроентерология и ехографска диагностика от 1987 година. Защитава дисертация върху острите екзогенни интоксикации и суицидните самоотравяния в детска възраст. Бързашка се хабилитира като токсиколог и става началник на Клиниката по токсикология при Университетската многопрофилна болница за активно лечение „Д-р Георги Странски“ в Плевен. В 2005 година става експерт в Общинския превантивно-информационен център по зависимости в Плевен. От същата 2005 година е Републикански консултант по токсикология. В 2017 година става директорка на Медицинския колеж в Плевен.
Доцент Бързашка е авторка на над 150 научни публикации и участия в научни форуми в България и чужбина. Членка е на Българската педиатрична асоциация, Българското дружество по клинична токсикология, Дружеството по генетика – България, Съюза на учените в България, Българския лекарски съюз. От 2015 година е председателка на Българско дружество по клинична токсикология.
На Местните избори в България в 2019 година е избрана за общинска съветничка в Плевен в листата на „Демократична България - обединение“ (СДС и БЗНС).